# Lakeview (Riverside County, Kalifornien)
Lakeview ist ein Census-designated place im Riverside County im US-Bundesstaat Kalifornien, Vereinigte Staaten. Das U.S. Census Bureau hat bei der Volkszählung 2020 eine Einwohnerzahl von 1.977 ermittelt. Seinen Namen verdankt der Ort dem nahegelegenen Mystic Lake.

## Geografie
Lakeview liegt im Westen des Riverside Countys in Kalifornien in den USA. Der Ort grenzt im Süden an Nuevo und ist sonst komplett von gemeindefreiem Gebiet umgeben.
Lakeview hat 2104 Einwohner (Stand: 2010) und erstreckt sich auf eine Fläche von 8,443 km², die komplett aus Land besteht. Das Zentrum von Lakeview liegt auf einer Höhe von 442 m.

## Politik
Lakeview ist Teil des 37. Distrikts im Senat von Kalifornien, der momentan von der Republikanerin Mimi Walters vertreten wird, und dem 65. Distrikt der California State Assembly, vertreten von der Demokratin Sharon Quirk-Silva. Des Weiteren gehört Lakeview Kaliforniens 45. Kongresswahlbezirk an, der einen Cook Partisan Voting Index von R+7 hat und vom Republikaner John B. T. Campbell vertreten wird.